# Vuelo 77 de American Airlines
El vuelo 77 de American Airlines fue el tercer vuelo secuestrado como parte de los atentados del 11 de septiembre de 2001, y fue estrellado deliberadamente contra El Pentágono, La sede del Departamento de Defensa de los Estados Unidos. El avión, que cubría el enlace del Aeropuerto Internacional Washington-Dulles, cerca de Washington D. C., y el Aeropuerto Internacional de Los Ángeles en la ciudad homónima, fue secuestrado por cinco saudíes yihadistas de la Red terrorista Al Qaeda. cuando llevaba 45 minutos de vuelo. Los saudíes entraron en la cabina del avión y obligaron a los pasajeros a dirigirse a la parte trasera del mismo. Hani Hanjour, el líder del grupo de los secuestradores, asumió el control del vuelo como piloto. A escondidas de sus secuestradores, sólo un pasajero logró realizar una llamada a sus familiares contándoles lo sucedido.
El avión terminó estrellándose contra la fachada occidental de El Pentágono a las 9:37:44 horas ET, provocando la muerte de las 64 personas a bordo (2 pilotos, 4 azafatas y 58 pasajeros), así como de 125 personas en el edificio. Fueron testigos de ello docenas de personas, y a los pocos minutos los noticieros empezaron a informar al respecto. Asimismo, el impacto generó daños en una buena parte del edificio y ocasionó un incendio, generando el derrumbe parcial del mismo, y que fue combatido por los bomberos durante varios días. La parte reducida a escombros fue reconstruida en 2002, y los trabajadores volvieron a ocuparla el 15 de agosto. Sin embargo, a pesar de todos los testimonios y evidencias encontradas 
las 184 personas que perecieron en el ataque (sin contar a los secuestradores) son recordadas en el Pentagon Memorial, adyacente a El Pentágono, un parque de 7800 m² de superficie con 184 bancos, uno por víctima, organizados de acuerdo al año de nacimiento, esto es, desde 1930 (71 años) hasta 1998 (3 años). La trayectoria del vuelo 77 pasó por lo que es hoy el parque. Todo ello fue abierto al público el 11 de septiembre de 2008.

## Secuestradores
Los secuestradores del vuelo 77 fueron dirigidos por el saudí Hani Hanjour, que llegó a Estados Unidos en 1990, y se encargó de pilotar el avión hacia El Pentágono. Entrenó en el CRM Airline Training Center de Scottsdale (Arizona), obteniendo su certificado de piloto comercial de la FAA en abril de 1999. Quiso ser piloto de la aerolínea Saudi Arabian Airlines, pero fue rechazado cuando se presentó a la escuela civil de aviación en Yida en 1999; posteriormente el hermano de Hanjour explicó que, frustrado por no encontrar un empleo, Hanjour «cada vez más volvió su atención hacia los textos religiosos y cintas de casete de los predicadores militantes islámicos». Hanjour abandonó su país natal a finales de 1999, diciendo a su familia que se iba a los Emiratos Árabes Unidos para trabajar en una aerolínea. En lugar de eso, se cree que Hanjour terminó en Afganistán, donde los reclutas de Al Qaeda eran examinados para ver las habilidades especiales con que contaban. Habiendo escogido los miembros de la Célula de Hamburgo, los líderes de Al Qaeda seleccionaron a Hanjour para comandar el cuarto equipo de secuestradores.
En diciembre de 2000, Hanjour llegó a San Diego (California) uniéndose a los secuestradores musculosos Nawaf al-Hazmi y Khalid al-Mihdhar, quienes habían estado allí desde noviembre de 1999. Poco después de su llegada, Hanjour y al-Hazmi se fueron juntos a Mesa (Arizona), donde Hanjour comenzó a hacer un curso de actualización en la academia Arizona Aviation. En abril de 2001, se trasladaron a Falls Church (Virginia), donde esperaron la llegada de los secuestradores musculosos restantes; uno de esos hombres, Majed Moqed, llegó el 2 de mayo de 2001 junto a Ahmed al-Ghamdi, secuestrador del vuelo 175, al Aeropuerto Internacional Washington-Dulles, proveniente de Dubái, y se trasladaron a un apartamento junto a al-Hazmi y Hanjour.

El 21 de mayo de 2001, Hanjour alquiló una habitación en Paterson (Nueva Jersey), donde permaneció con los otros secuestradores hasta finales de agosto. Salem al-Hazmi, el último musculoso del 77, arribó al Aeropuerto Internacional John F. Kennedy proveniente de los Emiratos Árabes Unidos el 29 de junio en compañía de Abdulaziz al-Omari, secuestrador del vuelo 11, y permaneció con Hanjour. Hani Hanjour recibió instrucción en tierra y practicó vuelos en el Air Fleet Training Systems de Teterboro y en la Caldwell Flight Academy en Fairfield, ambos en Nueva Jersey. Hanjour abandonó Paterson y llegó al Valencia Motel en Laurel (Maryland) nueve días antes de los atentados, el 2 de septiembre; y mientras permaneció allí, Hanjour y los otros secuestradores entrenaron en el Gold's Gym de Greenbelt. Un día antes del secuestro completó un vuelo de certificación utilizando un sistema de reconocimiento del terreno para la navegación, en el Congressional Air Charters de Gaithersburg. Ese mismo lunes, Nawaf al-Hazmi, acompañado de otros secuestradores, se registró en el Hotel Marriott en Herndon (Virginia).

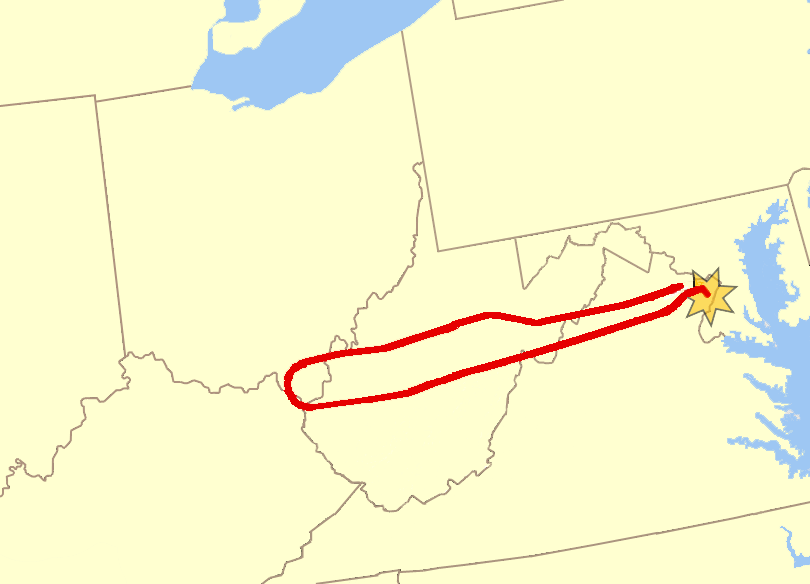
Trayectoria del vuelo de American Airlines 77

## El vuelo

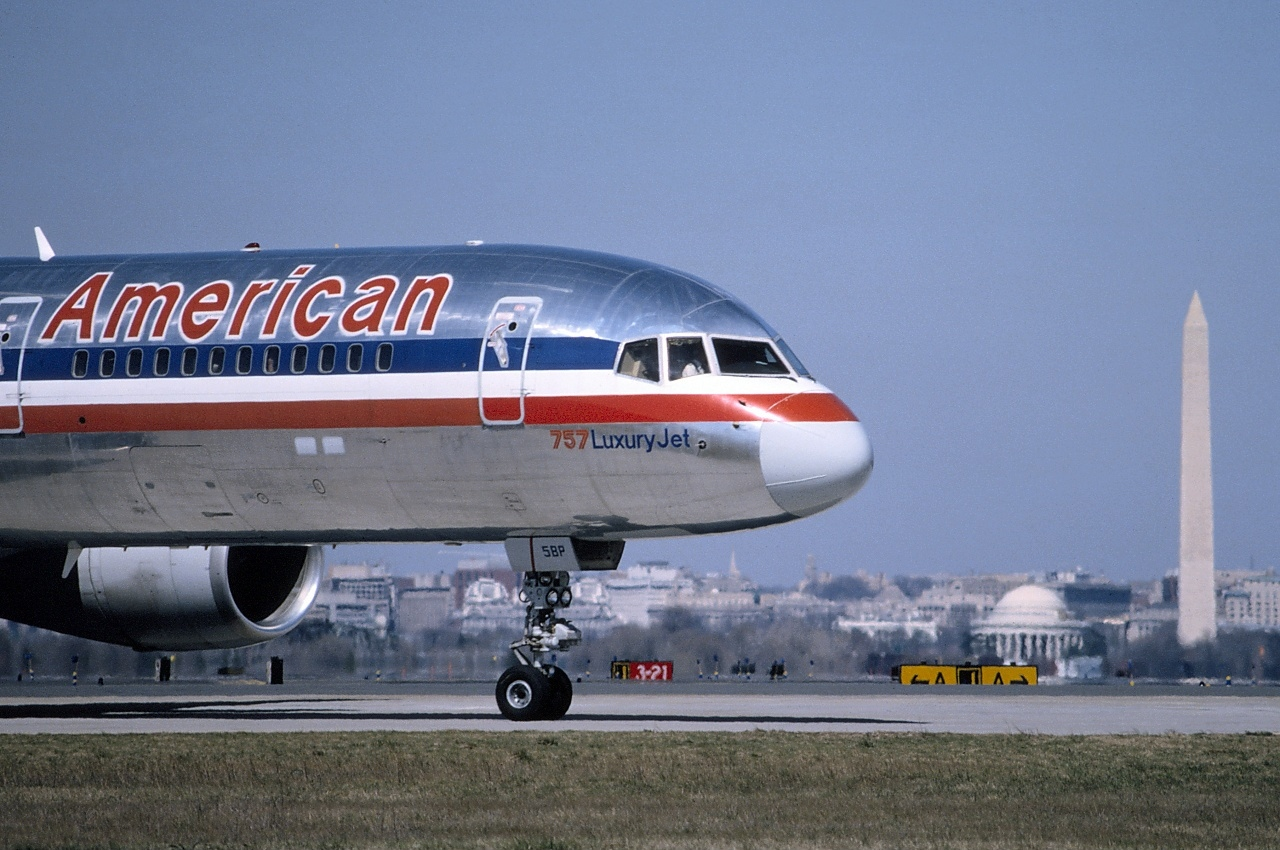
La aeronave en marzo de 1995.

El avión utilizado en el vuelo 77 de American Airlines era un Boeing 757 de 10 años y 4 meses de matrícula N644AA, y conformaban su tripulación el piloto Charles Burlingame, el copiloto David Charlebois, y los auxiliares de vuelo Michele Heidenberger, Jennifer Lewis, Kenneth Lewis, y Renee May. Su capacidad era de 188 pasajeros, pero con 58 viajeros a bordo del avión el 11 de septiembre, el factor de carga era del 33%. Además, los martes eran los días de la semana con menos pasajeros, con el mismo nivel de factor de carga visto los martes en los tres meses previos al vuelo secuestrado.

### Abordaje
En la mañana del 11 de septiembre, los cinco secuestradores llegaron al Aeropuerto Internacional Washington-Dulles, en las afueras de Washington D. C. A las 7:15, Khalid al-Mihdhar y Majed Moqed se registraron en la taquilla de American Airlines para el vuelo 77, y llegaron al puesto de control de seguridad de los pasajeros unos minutos más tarde a las 7:18. Ambos hombres fueron al detector de metales y fueron sometidos a inspección secundaria. Moqed siguió activando la alarma, por lo que se le inspeccionó con una barra manual. Los hermanos al-Hazmi se registraron juntos a las 7:29; Hani Hanjour, en cambio, se registró a solas, y llegó al control de seguridad a las 7:35, seguido de Salem y Nawaf al-Hazmi, este último hizo sonar la alarma del detector de metales. El vigilante del puesto de control nunca pudo resolver qué había activado la alarma. Como se ve en imágenes de seguridad publicadas más tarde, Nawaf al-Hazmi parecía tener un elemento no identificado en su bolsillo trasero, pero los bisturíes de cuatro pulgadas, no obstante, eran permitidos por la FAA como parte del equipaje de mano. Argenbright Security operaba los puestos de control de seguridad del aeropuerto bajo contrato con United Airlines.
Los cinco secuestradores también fueron seleccionados para revisión adicional de su equipaje. En el caso de Hani Hanjour, Khalid al-Mihdhar y Majed Moqed, porque los criterios del Computer Assisted Passenger Prescreening System (Sistema de Preselección de Pasajeros Asistido por Computadora) (CAPPS) los seleccionaron para tal fin; mientras que los hermanos al-Hazmi lo fueron por no haber proporcionado información adecuada y ser considerados como sospechosos por el agente de la recepción de la aerolínea. Hanjour, al-Mihdhar y Nawaf al-Hazmi no registraron ningún bolso para el vuelo; el equipaje de Moqed y Salem al-Hazmi se mantuvo con ellos hasta el momento en que abordaron. Para las 7:50, los cinco habían pasado la seguridad del aeropuerto llevando consigo cuchillos y cortadores de cartón, y se montaron al avión, con rumbo a Los Ángeles. En el vuelo, Hani Hanjour estaba sentado al frente en 1B, Salem y Nawaf al-Hazmi estaban sentados en primera clase en los asientos 5E y 5F, Majed Moqed y Khalid al-Mihdhar estaban sentados más atrás en el 12A y 12B, en clase económica. El vuelo estaba programado para partir a las 8:10, saliendo por la puerta D26 de Dulles.

### Secuestro

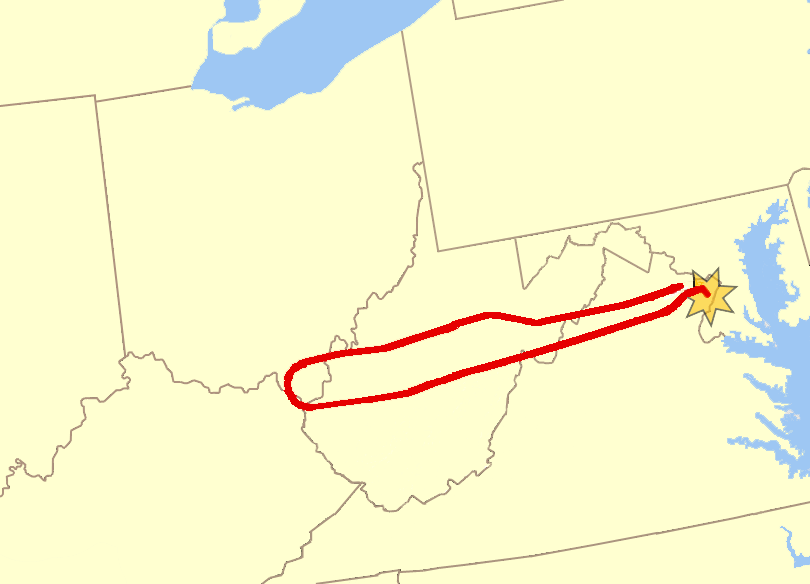
Trayectoria del Vuelo 77 de AA, de Dulles a El Pentágono (al este de Dulles).

La Comisión del 11-S calculó que el vuelo fue secuestrado entre las 8:51 y las 8:56, pocos minutos después de que el primer avión secuestrado se hubiera estrellado contra el World Trade Center en Manhattan a las 8:46. La última comunicación por radio desde la cabina del piloto al control del tráfico aéreo se produjo a las 8:50:51. A las 8:54, el avión comenzó a desviarse de la trayectoria de vuelo asignada, y comenzó a dirigirse hacia el sur. Los secuestradores activaron el piloto automático en dirección a Washington D. C. Alrededor de las 8:56, el avión dio la vuelta y el transpondedor fue desactivado; en ese momento, la FAA era consciente de que había una emergencia a bordo del avión. A esa hora, el vuelo 11 de American Airlines ya había sido estrellado en Nueva York y se sabía que el vuelo 175 de United Airlines había sido secuestrado, unos minutos antes de ser estrellado también contra el World Trade Center. Tras tener conocimiento de este segundo secuestro que involucraba a los aviones de American Airlines, y el secuestro concerniente a United Airlines, el Vicepresidente Ejecutivo de American Airlines, Gerard Arpey ordenó la suspensión de todos los vuelos de la compañía a nivel nacional. El Centro de Control de Tráfico Aéreo de Indianápolis, así como los despachadores de American Airlines, realizaron varios intentos, todos en vano, de contactar con la aeronave. En el momento en que el avión era secuestrado, volaba sobre una zona con limitada cobertura de radar. Con los controladores aéreos sin poder contactar la cabina del avión por radio, un funcionario de Indianápolis declaró que el avión se había estrellado, posiblemente, a las 9:09.
Dos personas en el interior del avión lograron realizar llamadas telefónicas para contactar personas en tierra. A las 9:12, la auxiliar de vuelo Renee May (quien se encontraba embarazada) llamó a su madre Nancy May, en Las Vegas. Durante la llamada, que duró casi dos minutos, May dijo que su vuelo estaba siendo secuestrado por seis individuos y que habían sido trasladados a la parte trasera del avión. May pidió también a su madre que contactara a American Airlines, lo que ella y su esposo hicieron con rapidez. Así pues, la aerolínea ya estaba al tanto de la situación. Entre las 9:16 y las 9:26, la pasajera Barbara Olson se comunicó con su esposo, el procurador general de los Estados Unidos, Theodore Olson y reportó que el avión había sido secuestrado y que los asaltantes portaban cuchillos y bisturíes. Le dio a conocer que los pasajeros, y posiblemente la tripulación, habían sido llevados a la parte posterior del avión, y que los secuestradores no eran conscientes de su llamada. Tras un minuto en la conversación, la llamada se cortó. Theodore Olson contactó al centro de comando del Departamento de Justicia, y pese a intentar contactar al fiscal general John Ashcroft, no logró hacerlo. Cerca de cinco minutos después, Barbara llamó a su esposo una vez más, le dijo que el piloto había anunciado que el vuelo era secuestrado y preguntó:

What do I tell the pilot to do?
¿Qué le digo al piloto que haga?
Barbara Olson a su esposo.

Ted le preguntó la ubicación del avión y ella le respondió que el aerodino sobrevolaba un área residencial. Entonces, él le informó de los atentados al World Trade Center; poco después, la llamada se cortó una vez más.
Un aerodino fue detectado nuevamente por los controladores de Dulles en las pantallas de radar, acercándose a Washington, girando y descendiendo velozmente. Los controladores creyeron en un principio que era un avión de combate, dadas su velocidad y maniobrabilidad. Los controladores del Aeropuerto Reagan pidieron a la ANG que un C-130 Hercules siguiera e identificara al aerodino en cuestión. El piloto, el teniente coronel Steven O'Brien, les informó que se trataba de un Boeing 757 o 767, y que su fuselaje plateado significaba que era probablemente un jet de American Airlines; asimismo, se le dificultaba distinguir al avión en la «niebla de la Costa Este», pero luego vio una «enorme» bola de fuego, y supuso inicialmente que había golpeado el suelo. Hacia El Pentágono, vio el sitio del impacto en el lado oeste del edificio e informó al control del Reagan: «parece que el avión se estrelló en El Pentágono, señor».

### Impacto

Momento del impacto contra El Pentágono.

El vuelo 77, volando a 530 millas por hora (853 km/h) cuando pasó por encima del Edificio Anexo de la Marina adyacente al Cementerio Nacional de Arlington, realizó un descenso en espiral a una altitud de 600 m, que terminó con el impacto en el lado occidental de El Pentágono en el condado de Arlington (Virginia), al sur de Washington D. C. a las 9:37:44, matando a las 58 personas a bordo, incluyendo a los 5 secuestradores y los 6 miembros de la tripulación, y antes de chocar contra la pared de El Pentágono, el avión cortó varias farolas en la calle y el ala derecha golpeó un generador eléctrico portátil. El avión golpeó al edificio al nivel del primer piso, y una vez estrellado, se desplazó un poco hacia la izquierda, con el ala derecha elevada. Cuando el avión impactó, la sección frontal del fuselaje se desintegró, mientras que la sección media y la cola cambiaron de sitio por una fracción de segundo, con restos de la cola mucho más al interior del edificio. En total, el avión tardó ocho décimas de segundo para penetrar completamente 94 m en los tres anillos más externos y consiguió desencadenar una bola de fuego que alcanzó los 61 m por encima del edificio.

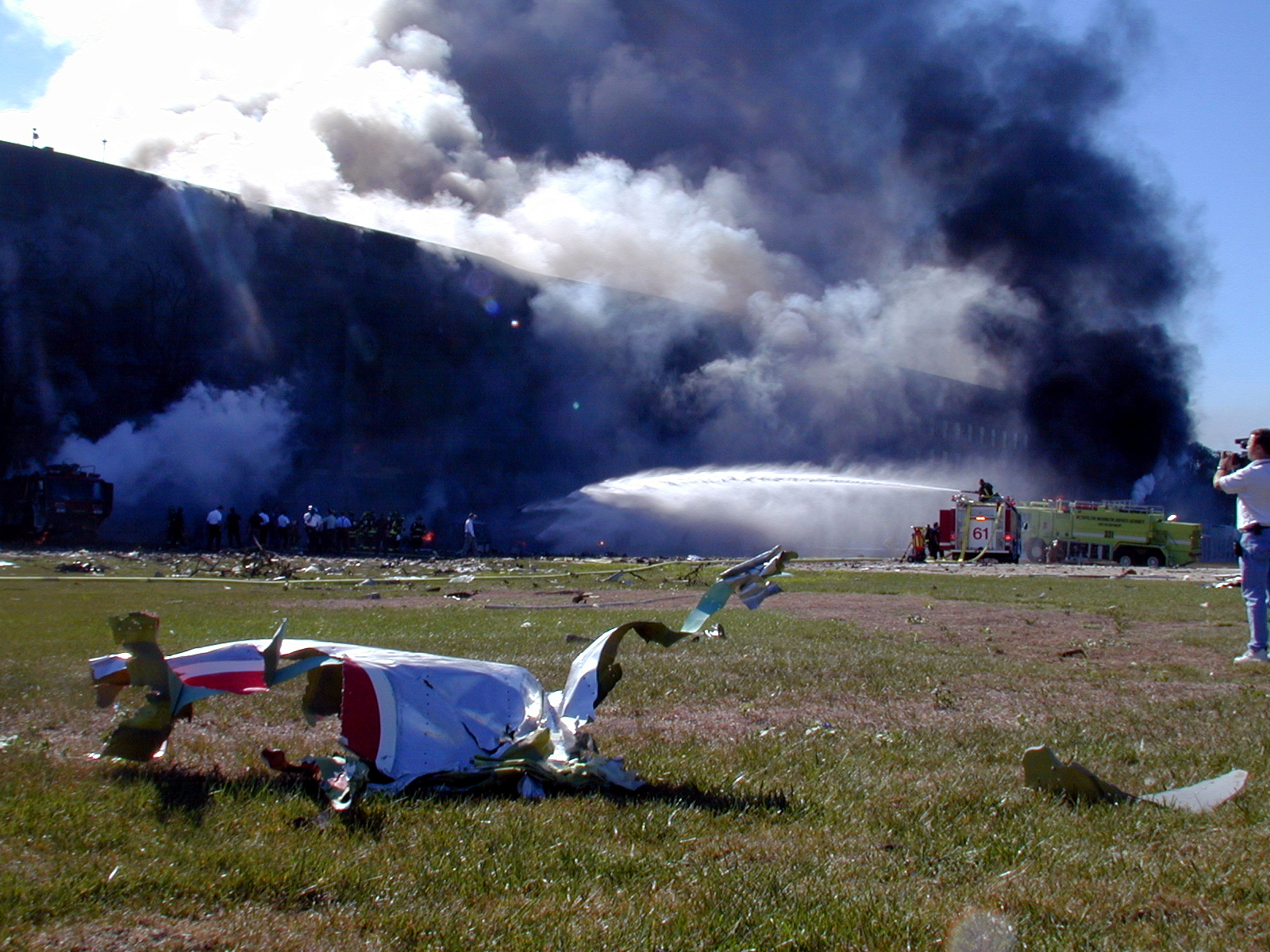
Restos del vuelo 77.

En el momento de los ataques, aproximadamente 18 000 personas trabajaban en El Pentágono, 4000 menos de las que trabajaban antes de las renovaciones empezadas en 1998. La sección de El Pentágono, que había sido renovada recientemente a un costo de $250 000 000, era la sede del Comando Central de la Armada y otras oficinas, así como oficinas desocupadas. El impacto, y el fuego subsecuente, penetraron secciones de los tres anillos externos del lado occidental, tanto así que una sección del anillo más exterior fue destruida en gran parte, y otra gran parte terminó derrumbándose. 125 personas murieron debido al atentado.
En total, ocurrieron 189 muertes en El Pentágono, incluyendo 125 en el edificio y 64 a bordo del vuelo 77, incluyendo a la presentadora televisiva Barbara Olson, que estaba camino a la grabación de Politically Incorrect con Bill Maher; a un grupo de tres niños de 11 años (Asia Cottom, Bernard Curtis y Rodney Dickens), sus profesores acompañantes (Sarah Clarck, James Debeunere e Hilda Taylor) y dos miembros de la National Geographic Society (Ann C. Judge y Joe Ferguson). Todos ellos se encontraban también a bordo del avión, en un viaje hacia el Santuario Marino Nacional de las Islas del Canal, cerca de Santa Bárbara. También Zoe, de 8 años, y su hermana Dana Falkenberg, de 3, fallecieron a bordo del avión junto con sus padres, Charles Falkenberg y Leslie Whittington. La familia, de University Park, iba a un viaje a Australia durante dos meses, vía Los Ángeles. Los muertos de El Pentágono incluyen a 55 militares y 70 civiles. De los 125 muertos, 92 estaban en el primer piso, 31 en el segundo, y dos en el tercero. El ejército sufrió 75 bajas, más que cualquier otra fuerza armada, y otros 106 heridos fueron tratados en hospitales cercanos. El teniente coronel Timothy Maude fue el muerto con más alto rango militar.

«No quiero alarmar a nadie ahora mismo, pero hace sólo unos momentos como que hubo algún tipo de explosión aquí en el Pentágono».
Jim Miklaszewski, corresponsal de la NBC reportando desde el interior de El Pentágono a las 9:41, 2 minutos después del impacto.

En el lado del impacto, El Pentágono es bordeado por la Interestatal 395 y Washington Boulevard. Mary Lyman, que conducía por la I-395, vio al avión pasar por encima con un «ángulo inclinado hacia el suelo y yendo rápido» y luego vio la nube de humo proveniente de El Pentágono. Omar Campo, otro testigo, estaba cortando el césped en el otro lado de la carretera cuando el avión voló sobre su cabeza. «Estaba cortando el césped y entró rugiendo por encima de mi cabeza. Sentí el impacto. La tierra se estremeció y toda la zona estaba llena de fuego. Nunca pude imaginar que aquí vería algo así». Afework Hagos, un programador informático, iba camino al trabajo y estaba en un embotellamiento cerca de El Pentágono cuando el avión pasó sobre él. «Hubo un enorme ruido estridente y me bajé del auto mientras el avión se acercaba. Todo el mundo estaba corriendo en diferentes direcciones. Estaba inclinando sus alas hacia arriba y abajo como si estuviera tratando de equilibrarse. Golpeó algunos postes de luz en el camino». Daryl Donley fue testigo de lo sucedido y tomó algunas de las primeras fotografías después del accidente.

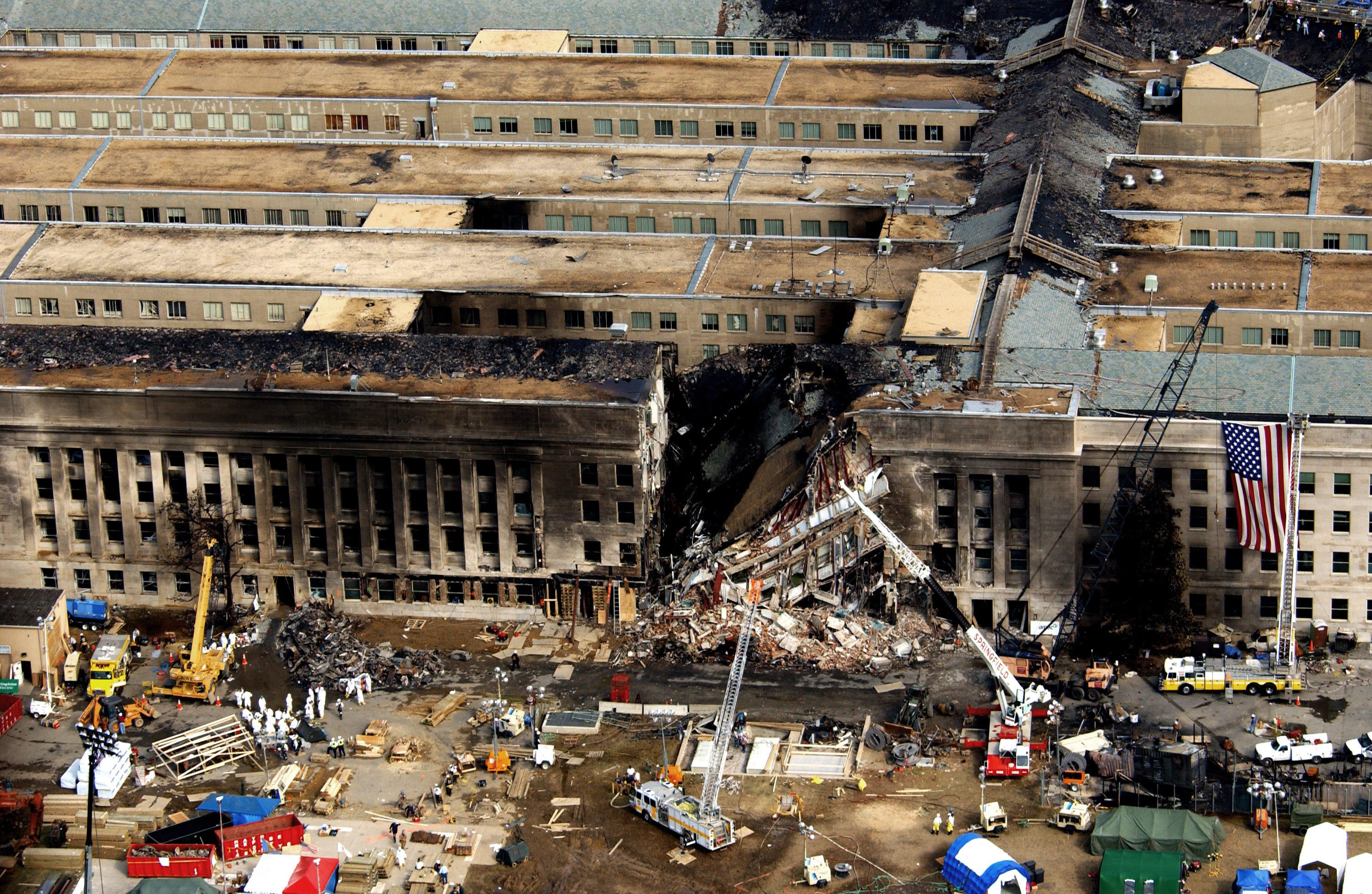
El área afectada del edificio, por el impacto con el avión, y por el fuego.

Mike Walter, reportero de USA Today conducía por Washington Boulevard cuando presenció el impacto, del cual contó, «Miré por la ventana y vi este avión, este jet, un jet de American Airlines, viniendo; y pensé: ‹No sube, está realmente bajo›; y lo vi; quiero decir que era como un misil de crucero con alas; se fue derecho hacia allí y golpeó exactamente en El Pentágono». Terrance Kean, que vivía en un edificio de apartamentos cercano, escuchó el fuerte ruido de motores de reacción, miró por la ventana, y vio un «jet de pasajeros muy largo», observó que «abrió justo en el lado de El Pentágono. El morro penetró en el pórtico; y entonces, parecía que había desaparecido, y había fuego y humo por todas partes». El reportero de AP, Dave Winslow, contó: «vi la cola de una gran aerolínea [...] acertó en El Pentágono». Tim Timmerman, piloto, se dio cuenta del logotipo de American Airlines impreso en el avión, y luego, el choque con El Pentágono. Otros conductores en Washington Boulevard, la I-395, y Columbia Pike fueron testigos del suceso, al igual que personas en Pentagon City, Crystal City, y otras localidades cercanas.

## Nacionalidades de los fallecidos
Las nacionalidades de los 53 pasajeros, 6 miembros de la tripulación, 5 terroristas y 125 personas en El Pentágono incluyeron 16 países diferentes:
| Nacionalidad                         | Pasajeros | Tripulación | Terroristas Al-Qaeda | En tierra (El Pentágono) | Total |
| ------------------------------------ | --------- | ----------- | -------------------- | ------------------------ | ----- |
| Estados Unidos                       | 44        | 5           | 0                    | 117                      | 166   |
| China                                | 2         | 0           | 0                    | 0                        | 2     |
| Alemania                             | 1         | 0           | 0                    | 1                        | 2     |
| Corea del Sur                        | 1         | 0           | 0                    | 1                        | 2     |
| Puerto Rico                          | 0         | 0           | 0                    | 2                        | 2     |
| Australia                            | 1         | 0           | 0                    | 0                        | 1     |
| Etiopía                              | 1         | 0           | 0                    | 0                        | 1     |
| Filipinas                            | 1         | 0           | 0                    | 0                        | 1     |
| Francia                              | 0         | 0           | 0                    | 1                        | 1     |
| Guyana                               | 0         | 0           | 0                    | 1                        | 1     |
| Islas Vírgenes de los Estados Unidos | 0         | 0           | 0                    | 1                        | 1     |
| Marruecos                            | 0         | 1           | 0                    | 0                        | 1     |
| Reino Unido                          | 1         | 0           | 0                    | 0                        | 1     |
| Sierra Leona                         | 1         | 0           | 0                    | 0                        | 1     |
| Vietnam                              | 0         | 0           | 0                    | 1                        | 1     |
| Arabia Saudita                       | 0         | 0           | 5                    | 0                        | 5     |
| Total                                | 53        | 6           | 5                    | 125                      | 189   |

## Rescate y recuperación
Los esfuerzos para el rescate comenzaron inmediatamente después del impacto, y casi todos los rescates exitosos tuvieron lugar en la primera media hora. Inicialmente, los esfuerzos de rescate fueron llevados por los empleados militares y civiles dentro del edificio. En cuestión de minutos, las compañías de bomberos llegaron por primera vez y encontraron a estos voluntarios en la búsqueda cerca del lugar del impacto, tras lo cual los bomberos ordenaron que se fueran ya que no estaban debidamente equipados o entrenados para hacer frente a los peligros. El Departamento de Bomberos del Condado de Arlington (ACFD) asumió el mando de la operación de rescate de inmediato luego de 10 minutos del impacto. El Subjefe James Schwartz, del ACFD, implementó el Sistema de Comando de Incidentes (ICS) para coordinar los esfuerzos de respuesta entre los múltiples organismos, y tomó cerca de una hora hacer la estructura del ICS totalmente operacional. Bomberos de Fort Myer y del Aeropuerto Nacional Ronald Reagan de Washington llegaron pocos minutos después. Sin embargo, los esfuerzos de rescate y extinción de incendios se vieron obstaculizadas por los rumores de nuevos aviones entrantes, tanto así que Schwartz ordenó dos evacuaciones durante el día en respuesta a estos rumores.

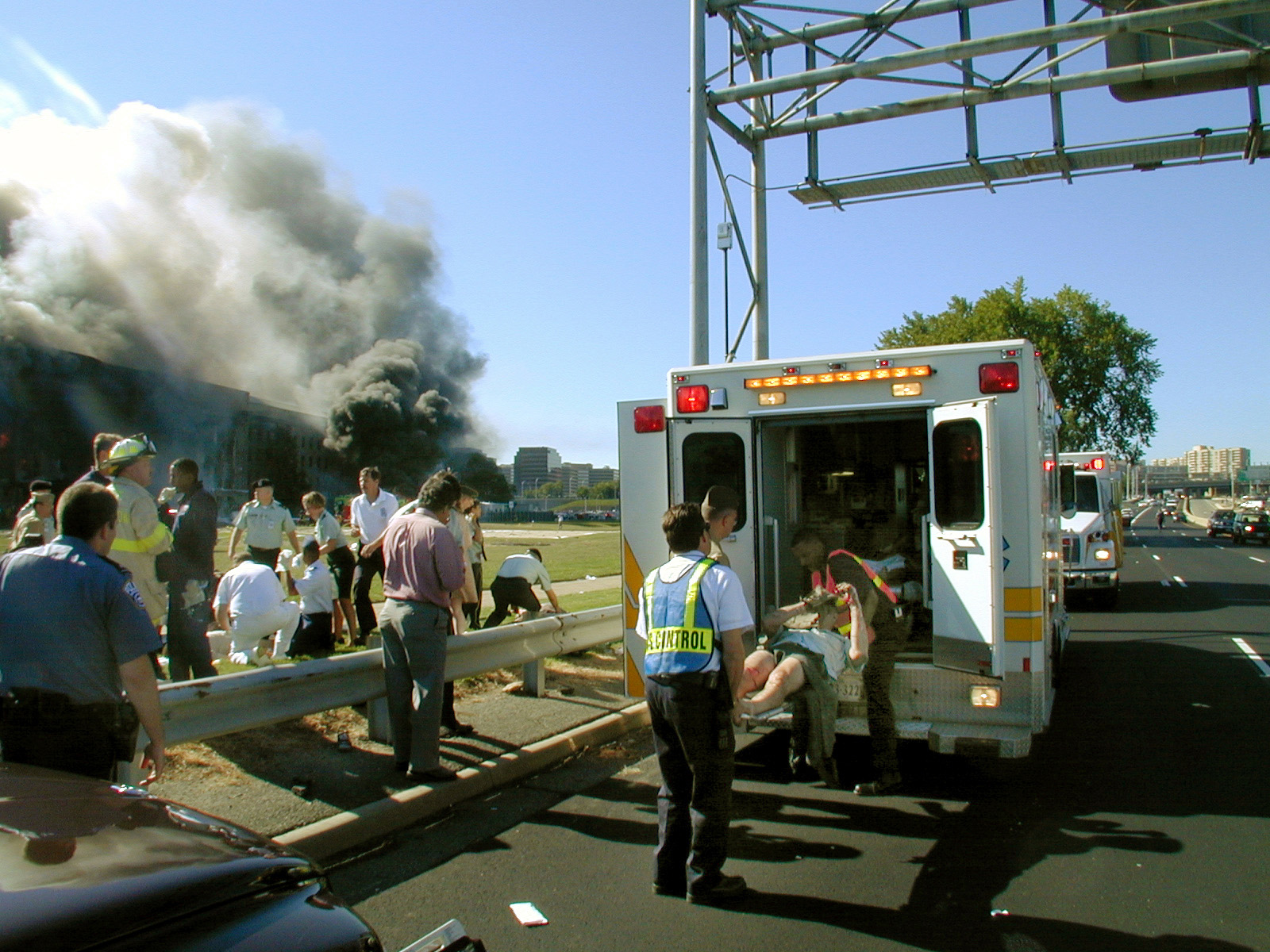
Un herido es montado en una ambulancia.

Mientras los bomberos intentaban apagar el fuego, vieron que el edificio estaba en riesgo de sufrir un colapso estructural. Un bombero comentó que «más o menos sabía el edificio iba a derrumbarse, ya que comenzó a hacer ruidos extraños y a crujir». Las autoridades percibieron una cornisa del edificio y ordenaron una evacuación. Minutos después, a las 10:15, los pisos superiores del área afectada terminaron colapsando. La zona colapsada abarcaba cerca de 29 m en su punto más ancho y 15 m en el más profundo. Esta cantidad de tiempo entre el impacto y el colapso permitió a todos en los niveles cuarto y quinto evacuar de forma segura antes de que la estructura terminara derrumbándose. Tras el colapso se intensificó el fuego, que consiguió propagarse por los cinco pisos. Después de las 11:00, los bomberos montaron un ataque de dos frentes contra el fuego, y estimaron que la temperatura alcanzada logró sobrepasar los 1.090 °C. Si bien se logró progresar contra el fuego en las horas de la tarde, los bomberos se percataron de que una capa inflamable de madera bajo el techo de pizarra de El Pentágono se había incendiado y el fuego comenzaba a extenderse. Las típicas tácticas de lucha contra incendios fueron inutilizadas por la estructura reforzada, y por ello los bomberos no pudieron llegar al fuego para extinguirlo. Por tal razón, el 12 de septiembre, los bomberos hicieron cortafuegos en el techo con el fin de dificultar la expansión del fuego. A las 18:00 del 12 de septiembre, el condado de Arlington emitió un comunicado de prensa, en el cual afirmaba que el fuego estaba «controlado», mas no «apagado» por completo. Los bomberos siguieron apagando pequeños incendios que ocurrieron en los días siguientes.
Varias piezas de restos de avión se encontraron entre los restos de El Pentágono. Mientras se evacuaba el Centro de Comando de la Armada, el teniente Kevin Shaeffer se encontró la ojiva y el tren de aterrizaje del avión en la vía de servicio entre los anillos B y C. Temprano en la mañana del viernes 14 de septiembre, Brian Moravitz y miembros del Equipo de Búsqueda y Rescate Urbano del Condado de Fairfax se encontraron con un «asiento intacto de la cabina del piloto», mientras investigadores del FBI y NTSB hallaban dos cajas negras, aproximadamente a 91 m dentro del edificio. La grabadora de voz estaba demasiado quemada y derretida como para proveer alguna información, aunque la grabadora de datos del vuelo sí permitió obtener algunos datos útiles; y, entre todos los escombros, cadáveres, y restos del avión, parte de la identificación de Nawaf al-Hazmi; así como algunas pertenencias de los pasajeros y trabajadores de El Pentágono, que fueron llevados a Fort Myer.

### Restos

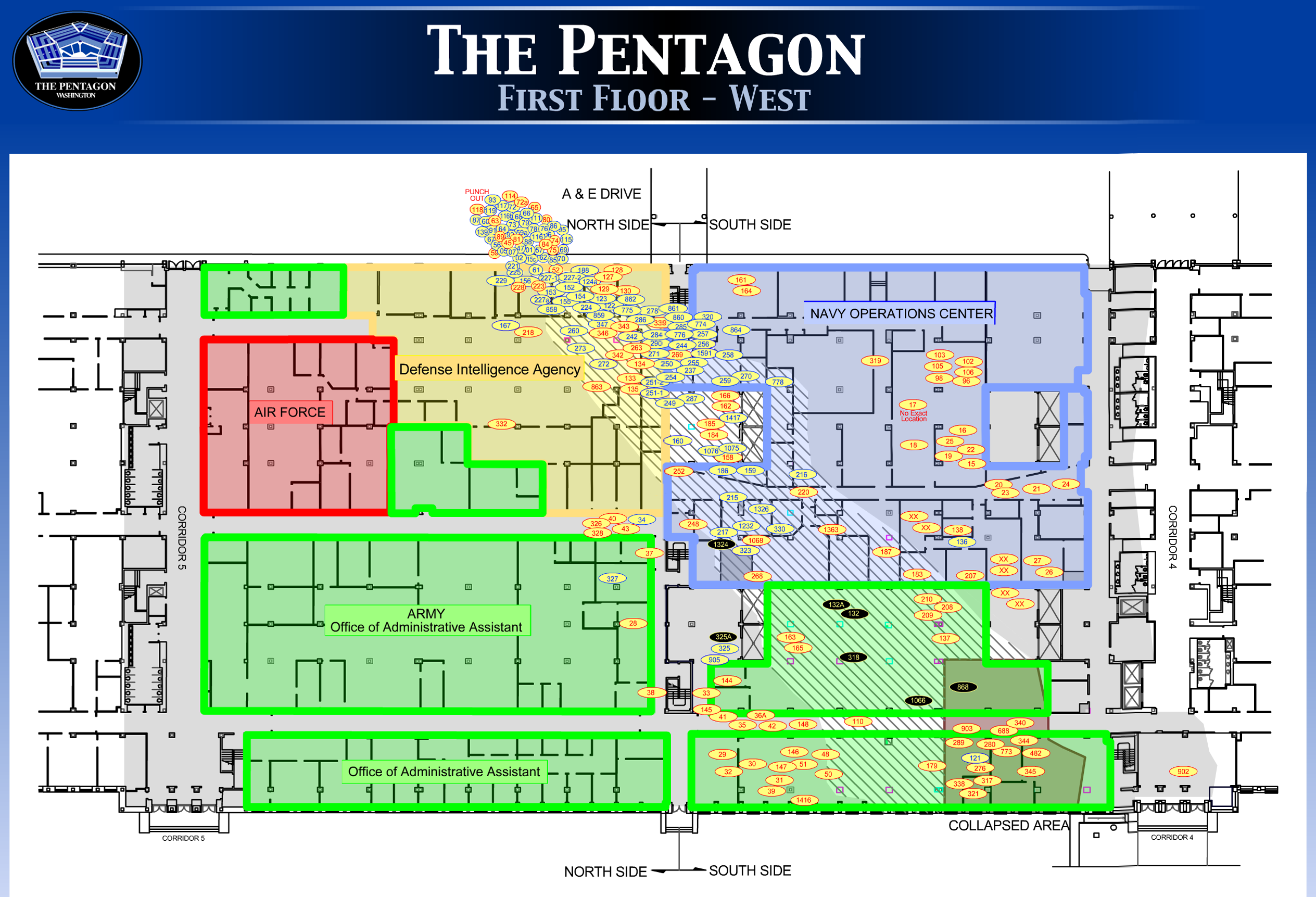
Diagrama de fragmentos de cuerpos encontrados en el primer piso de El Pentágono.

Cerca de las 17:30 del primer día, ingenieros del ejército determinaron que no quedaba nadie con vida en la sección dañada del edificio, y en los días que siguieron al 11 de septiembre, informes de noticias manifestaron que habían muerto hasta 800 personas. Las tropas del ejército provenientes de Fort Belvoir fueron las primeras en inspeccionar la zona y advertir la presencia de restos humanos. Varios equipos de la Agencia Federal para el Manejo de Emergencias (FEMA) llegaron y buscaron restos trabajando en conjunto a través del Sistema Nacional Interinstitucional de Manejo de Incidentes (NIIMS). Kevin Rimrodt, fotógrafo de la marina, encargado de inspeccionar el Centro de Comando de la Armada después de los ataques, señaló que «había tantos cadáveres que casi me paraba en ellos, así que realmente tuve cuidado de mirar atrás cuando estaba retrocediendo en la oscuridad, mirando con una linterna, asegurándome de no pisar a alguien». Finalmente, los escombros fueron llevados al estacionamiento norte de El Pentágono para una búsqueda más detallada de restos y evidencias.
Los restos que se recuperaron de El Pentágono fueron entregados a la oficina del Médico Forense de las Fuerzas Armadas, ubicada en la Base Aérea de Dover en Delaware, y la oficina del examinador médico fue capaz de identificar los restos pertenecientes a 179 de las víctimas. Finalmente, los investigadores identificaron a 184 de las 189 personas que murieron en el ataque. Los restos de los cinco secuestradores fueron identificados a través de un proceso de eliminación, y fueron entregados como pruebas a la de oficina del FBI. El 21 de septiembre, el ACFD cedió el control de la escena del crimen al FBI; la Oficina de Campo de Washington, el Equipo Nacional Capital de Respuesta (NCRS), y el Joint Terrorism Task Force (JTTF) dirigieron la investigación de la escena del crimen en El Pentágono. Para el 2 de octubre de 2001, la búsqueda de evidencias y restos ya estaba completa y el sitio fue entregado a funcionarios de El Pentágono. En 2002, los restos de 25 víctimas fueron enterrados colectivamente en el Cementerio Nacional de Arlington, con un marcador de granito de cinco caras con los nombres de todas las víctimas en El Pentágono. La ceremonia también rindió homenaje a las cinco víctimas cuyos restos nunca fueron encontrados.

### Cockpit Voice Recorder

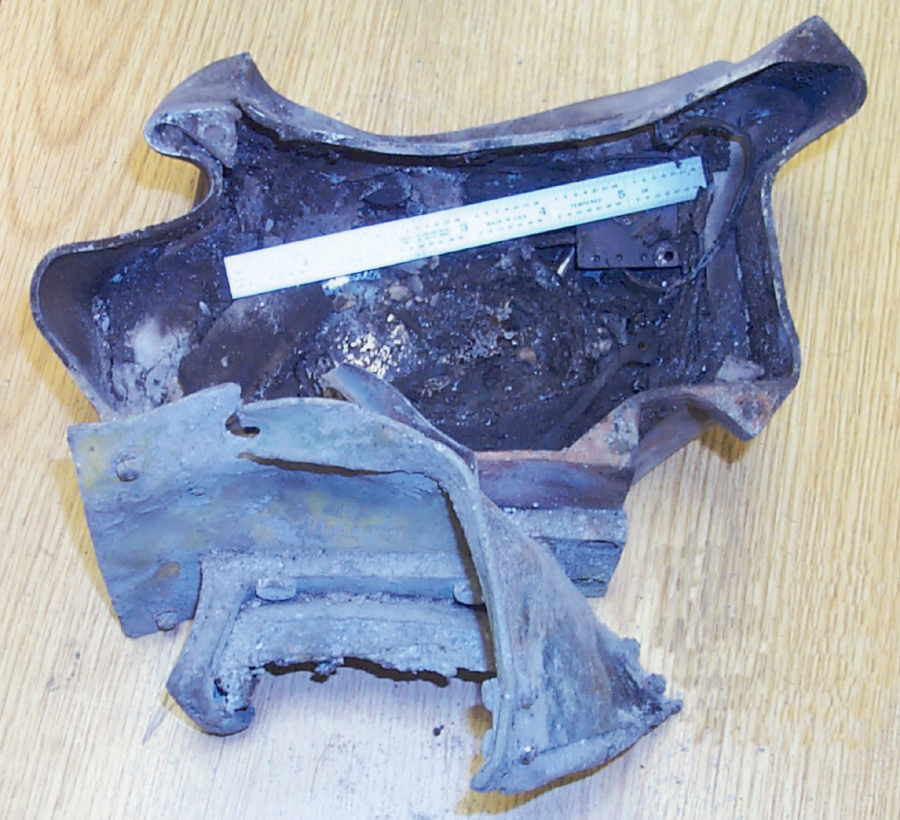
Una fotografía de la caja negra del avión.

Alrededor de las 3:40 del 14 de septiembre, un paramédico y un bombero que buscaban entre los escombros del edificio y los restos del avión, encontraron dos cajas oscuras y llamaron a un agente del FBI, quien a su vez se comunicó con alguien de la Junta Nacional de Seguridad del Transporte (NTSB). El empleado de la NTSB confirmó que eran las cajas negras del vuelo 77. Dick Bridges, subdirector para el condado de Arlington, afirmó que la grabadora de voz fue dañada en el exterior y la grabadora de datos del vuelo fue carbonizada, pero dijo también que el FBI confiaba aún en que los datos de ambas cajas podían ser recuperados. Según Bridges, las grabadoras fueron encontradas «exactamente por donde el avión entró al edificio».
Oficiales de ambas aerolíneas, American Airlines y United Airlines, dijeron que las cajas negras a bordo de los aviones destruidos eran las versiones modernas de estado sólido, las cuales son más resistentes al daño que las grabadoras antiguas con sistemas magnéticos. El CVR fue llevado al laboratorio de la NTSB en Washington D. C. y sus archivos fueron descargados. Poco después de ello, el FBI se hizo cargo de la caja y los datos en ella contenidos. La agencia de noticias CBS News reportó que «la información preliminar indica que no hay nada que parezca ser útil en la grabación de voz de la cabina. La cinta parece estar en blanco o haber sido borrada». En su reporte, la NTSB identificó la unidad como una grabadora de voz L-3 Communications, modelo A-100A de Fairchild Aviation Recorders; un dispositivo que graba en cinta magnética. La NTSB reportó que «la mayor parte de la cinta de grabación se fundió en un bloque sólido de plástico carbonizado», y los segmentos inservibles de la cinta se hallaron por dentro de la grabadora. Las discrepancias entre los oficiales de ambas aerolíneas y el reporte de la NTSB, permite alimentar las teorías conspirativas.

### Continuidad de las operaciones
Al momento del ataque, el Secretario de Defensa Donald Rumsfeld estaba en su oficina al otro lado de El Pentágono, lejos del sitio afectado. Corrió al lugar y ayudó a los heridos. Entonces, Rumsfeld volvió a su oficina y fue a una sala de conferencias en el Centro Ejecutivo de Apoyo, donde se unió a una videoteleconferencia segura con el vicepresidente Dick Cheney y otros funcionarios. El día de los ataques, funcionarios del Departamento de Defensa consideraron trasladar las operaciones de comando al Site R, un conjunto de instalaciones en Pensilvania. Rumsfeld, en cambio, insistió en que permanecería en El Pentágono, en lugar de enviar al subsecretario Paul Wolfowitz a Pensilvania. El Centro de Mando Militar Nacional (NMCC) continuó operando en El Pentágono, incluso con el humo entrando a las instalaciones. Los ingenieros y directores de la construcción debieron manipular el sistema de ventilación y otros sistemas del edificio que funcionaban aún para sacar el humo del NMCC y dejar entrar aire fresco. Durante una conferencia de prensa realizada al interior de El Pentágono a las 18:42, Rumsfeld anunció que "El Pentágono está funcionando. Mañana estará en funcionamiento". Los empleados de El Pentágono regresaron a las oficinas al día siguiente, en zonas que no resultaron considerablemente afectadas. Para finales de septiembre, más empleados regresaron a las áreas ligeramente dañadas.

## Repercusiones

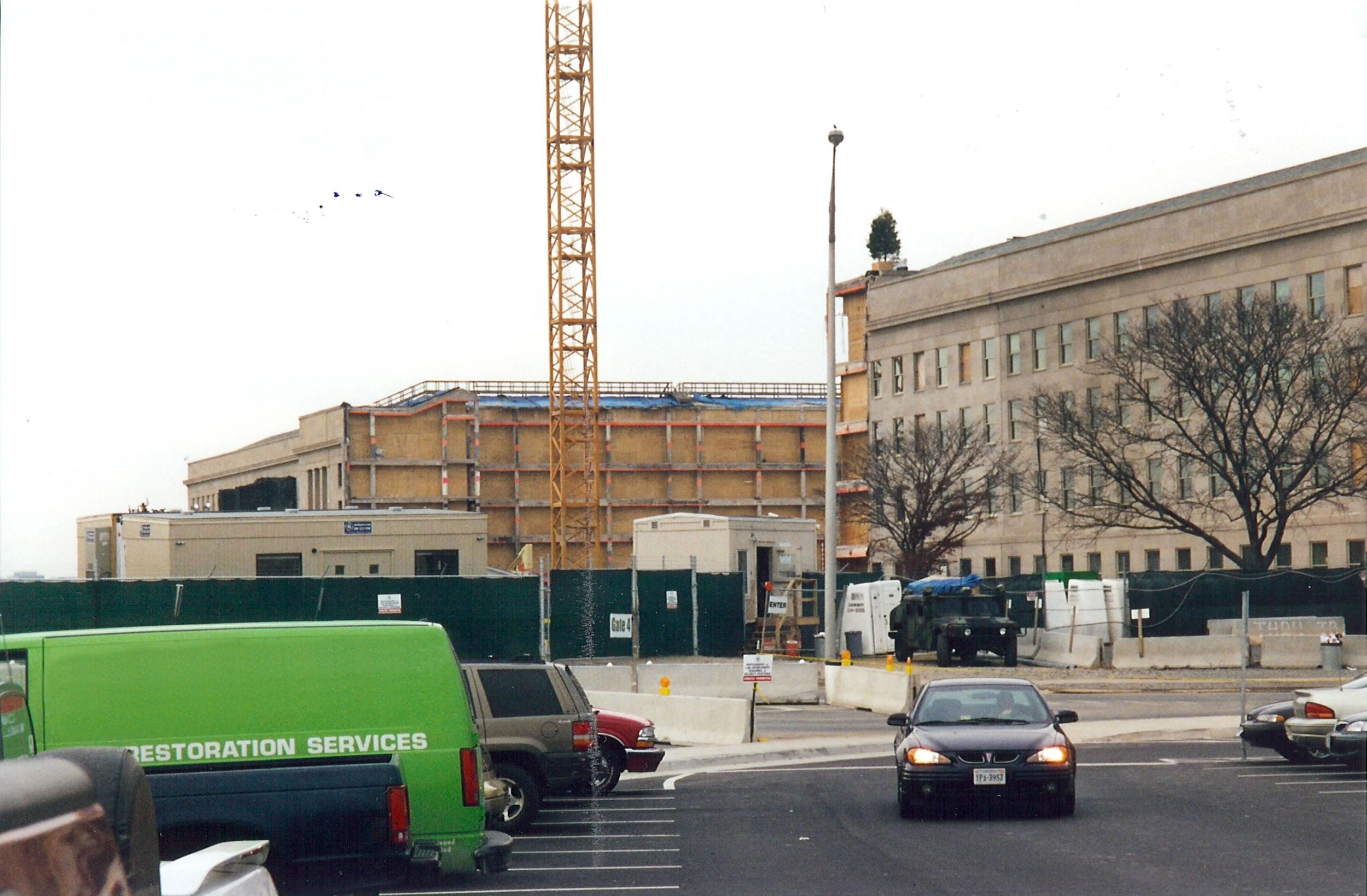
La zona dañada de El Pentágono en reconstrucción. Octubre de 2001.

Las primeras estimaciones sobre la reconstrucción de la sección dañada de El Pentágono concluyeron que se tomarían tres años para completar el edificio. Sin embargo, el proyecto logró ser avanzado a un ritmo acelerado y se completó en el primer aniversario. La sección reconstruida de El Pentágono incluye una capilla y un pequeño monumento en el interior, en el lugar del impacto. Un monumento al aire libre, que diseñaron Julie Beckman y Keith Kaseman, se completó dentro de la fecha de entrega, el 11 de septiembre de 2008.
De acuerdo con el procedimiento estándar luego de desastres aéreos, el número de vuelo se cambió después del incidente. El vuelo matutino de Dulles a Los Ángeles es ahora el vuelo 149, y utiliza un Boeing 737-800 en lugar de un 757-200.

### Video de la cámara de seguridad
El 16 de mayo de 2006, el Departamento de Defensa difundió imágenes filmadas que fueron grabadas por una cámara de seguridad del vuelo 77 estrellándose contra El Pentágono, con un plano visible en un marco, como una "delgada mancha blanca" y después, una explosión. Las imágenes fueron publicadas en respuesta a una solicitud de diciembre de 2004 de libertad de información realizada por Judicial Watch. Algunas imágenes del video habían sido liberadas y difundidas públicamente, pero esa fue la primera vez que se dio a conocer el video completo del impacto. El suceso también quedó registrado en los videos de las cámaras de una estación de Citgo aledaña, pero este video, publicado el 15 de septiembre de 2006, no registró el impacto, que se evidenciaba a la distancia. El hotel Doubletree, en Crystal City, condado de Arlington (Virginia), también logró filmar lo sucedido con una de sus cámaras, que el FBI publicó el 4 de diciembre de 2006 como respuesta a una demanda de libertad de información que presentó Scott Bingham. La imagen es de baja calidad pues es "granulosa y el enfoque es débil, pero es visible una columna de humo que crece con rapidez en la distancia en el borde superior del marco [así] como el avión impactando al edificio".

## Filmografía
Este accidente fue presentado en el programa de televisión canadiense Mayday: Catástrofes Aéreas, titulado "9-11: el ataque al Pentágono", transmitido en National Geographic Channel.